# Zola (DC Comics)
Zola es un personaje ficticio de DC Comics, creado por el escritor Brian Azzarello y el artista Cliff Chiang. Apareció por primera vez en Wonder Woman Vol.4 #1 (septiembre de 2011), y desde entonces jugó un papel integral en la serie. Zola aparece como una mujer joven que lleva al hijo de Zeus, entrando así en situaciones peligrosas, la primera de las cuales es por Hera con el objetivo de castigarla por acostarse con su marido. Mujer Maravilla toma a Zola bajo su protección e intenta luchar contra las fuerzas que podrían intentar dañar a su bebé.

## Historia de la publicación
Zola apareció por primera vez en Wonder Woman Vol.4 #1 (septiembre de 2011) creada por Brian Azzarello y Cliff Chiang como parte del nuevo relanzamiento de DC Comics para Los nuevos 52.

## Biografía del personaje
Zola es retratada como una joven rubia que vive y es propietaria de un granero en Virginia, ella era la encarnación de Atenea, que se hizo humana para restaurar a Zeus en el trono del Olimpo. Su granero es visitado por Hera, que entra silenciosamente en el establo y transforma dos caballos en centauros. Dentro de la casa del granero, se ve a Zola apuntando con su escopeta al dios Hermes, a quien ella cree que es un invasor de la casa. Hermes intenta razonar con ella y le informa que deben abandonar la casa ya que su vida está en peligro, pero Zola se rehúsa a escucharlo hasta que son atacados por los centauros. Un proyectil lanzado por uno de los centauros atraviesa a Hermes, pero él logra arrojarle a Zola una llave que la transporta instantáneamente a un apartamento en Londres cuando lo toca. El residente del apartamento se revela como Mujer Maravilla, quien le pide a Zola que la llame por su verdadero nombre Diana, y acepta ayudarla, pidiéndole la llave. En lugar de dejar que Mujer Maravilla vaya sola, Zola se transporta al establo con ella, donde lucha contra los centauros y protege a Zola al mismo tiempo. Después de la derrota de los centauros, Hermes revela que Zola está embarazada del hijo de Zeus y que su vida es importante.
Mujer Maravilla lleva a Zola y Hermes a su casa la isla paraíso, donde Hermes narra la aparente historia de nacimiento de Diana a Zola, que fue esculpida en arcilla por su madre, la reina Hipólita, y que los dioses le otorgaron la vida. La presencia del trío en la isla dirige la ira de Hera hacia ella, quien envía a su hija cruel y sanguinaria Strife. Strife utiliza sus poderes para causar caos y discordia entre las Amazonas, quienes luchan entre sí y terminan masacrando a muchos de su propia especie. Strife incluso revela el verdadero parentesco de Diana con ella, que Hipólita concibió a Diana cuando se acostó con Zeus después de una larga batalla, convirtiendo a Diana en una de las muchas hijos e hijas ilegítimas de Zeus, como el bebé de Zola. Esto deja a Diana con el corazón roto, quien junto con Zola, Hermes y Strife regresa a Londres, y decide no regresar a la isla. Más tarde, Zola discute con Diana el significado de su hogar y dice que "es solo una palabra"; Zola también le dice a Diana que su padre ha estado en la cárcel desde su nacimiento. Además, le dice a Diana que nunca perdonó a su madre, quien también cometió errores, y nunca tuvo la oportunidad de reconciliarse con ella, ya que murió antes de que pudiera hacerlo. Esto lleva a Diana a reconciliarse con su madre, que llega solo para descubrir que Hera ya se ha vengado de Hippolyta por acostarse con su esposo, convirtiéndola en piedra y las otras amazonas en serpientes.
En un intento por vengarse de Hera, Mujer Maravilla, con la ayuda de otro vástago medio mortal de Zeus, Lennox Sandsmark, trama un plan, en el que intentan convencer a Poseidón y Hades, los hermanos de Zeus, de gobernar colectivamente el Olimpo en la ausencia aparente de su hermano. Este trato enoja a Hera, quien baja y argumenta que el trono es para que ella gobierne. Debido a que Hera estaba presente en la Tierra en ese momento, Mujer Maravilla transporta a su dominio y destruye el estanque de Hera, que usa para observar y vigilar a sus enemigos, lo que hace que ya no sea posible para ella saber sobre el paradero de Zola. Mientras que Poseidón se divierte con el trato falso que Mujer Maravilla y sus aliados hicieron, Hades se siente insultado y captura a Zola y la lleva al Inframundo, diciendo que no la liberará hasta que Diana cumpla con su parte del trato.
Mujer Maravilla monta una misión para rescatar a Zola de Hades, y toma las pistolas de Eros (que hacen que las personas a las que disparan se enamoren) para ayudarla a tener éxito. Junto con Hermes, Diana entra al Inframundo y encuentra a Zola. Diana hace un trueque con Hades, intercambiando Zola por las pistolas de Eros. Hades acepta y entrega a Zola a Diana y Hermes. Cuando salen del Inframundo, Hades dispara las pistolas a Diana, quien recibe un disparo en el corazón y se queda en Hades. Zola, quien está desesperada por ayudar a Diana, es retomada con fuerza por Hermes. Lennox, Hefesto y Eros más tarde viajaron al Inframundo y rescataron a Diana.
La vida de Zola correría peligro una vez más cuando Apolo comience a apuntar a su bebé sobre la base de una profecía, que dice que uno de los hijos de Zeus gobernará el Olimpo y matará a Apolo, a quien cree el, será el bebé de Zola. Apolo, junto con su hermana gemela Artemisa, atacan a Mujer Marvilla, Lennox y Hermes, y Apolo logra capturar a Zola y llevarla al Olimpo. Hera llega a un acuerdo con Apolo, intercambiando a Zola por el Trono del Olimpo. Sin embargo, Mujer Maravilla y Hermes llegan a tiempo para salvar a Zola, y luchar contra los gemelos nuevamente. Durante la batalla, Hera arroja a Zola desde el borde de la montaña, pero es salvada por Mujer Maravilla. Mujer Maravilla luego envía a Zola a la Tierra junto con Hermes. Allí, Zola entrega al bebé, pero el traidor Hermes le roba el bebé y se lo entrega a Deméter, dejándola con el corazón roto. La Mujer Maravilla mientras tanto llega a un acuerdo con Apolo, diciendo que Apolo debe dejar solo a Zola y a su bebé, o ella personalmente se encargará de que la profecía se cumpla. Sin embargo, esto está acordado con la condición de que si el niño mencionado en la profecía resulta ser el bebé de Zola, Diana debe matarla ella misma. Al regresar a la Tierra, encuentra a Zola llorando, y después de enterarse de las acciones de Hermes, le promete a Zola que rescatará a su hijo y llevará a Hermes ante la justicia.
Hermes raptó el niño con el objetivo de ocultarlo y protegerlo, posteriormente el niño es entregado a Zola y es llamado Zeke. Tiempo después First Born se apodera del Monte Olimpo, viendo la potencial amenaza que representaba Zeke el hijo de Zola, este intenta matarlo, ya que podría arrebatarle el poder. Zola viaja con Mujer Maravilla y Hermes al Olimpo con la intención de colocar en el poder a Zeke. Al llegar el cuerpo de Zola se transforma adquiriendo también fuerza y poderes que le permiten luchar contra Poseidón. Cuando Hermes coloca a Zeke en el trono, surge Atenea del cuerpo de Zola, la diosa decide deshacerse del cuerpo de Zola al ya no encontrarle utilizad pero esta se detiene por las suplicas de Mujer Maravilla, diciéndole que dejara huérfano a Zeke, Atenea entonces le devuelve la conciencia a Zola permitiendo que esta viva de manera independiente a su ser.